# Skate America 1982
Navigation
Édition précédente Édition suivante
Le Skate America est une compétition internationale de patinage artistique qui se déroule aux États-Unis au cours de l'automne. Il accueille des patineurs amateurs de niveau senior dans quatre catégories: simple messieurs, simple dames, couple artistique et danse sur glace.
Le troisième Skate America est organisé du 6 au 10 octobre 1982 à la Olympic Center Arena de Lake Placid dans l’État de New York. 

## Résultats

### Messieurs
| Rang | Nom                 | Pays                 | Points | Fig. impo. | Prog. court | Prog. libre |
| ---- | ------------------- | -------------------- | ------ | ---------- | ----------- | ----------- |
| 1    | Scott Hamilton      | États-Unis           | 2.0    | 1          | 1           | 1           |
| 2    | Heiko Fischer       | Allemagne de l'Ouest | 5.4    | 2          | 3           | 3           |
| 3    | Jozef Sabovčík      | Tchécoslovaquie      | 5.8    | 5          | 2           | 2           |
| 4    | James Santee        | États-Unis           | 8.4    | 3          | 4           | 5           |
| 5    | Mark Cockerell      | États-Unis           | 10.8   | 8          | 5           | 4           |
| 6    | Grzegorz Filipowski | Pologne              | 12.0   | 6          | 6           | 6           |
| 7    | Philippe Paulet     | France               | 13.6   | 4          | 8           | 8           |
| 8    | Masaru Ogawa        | Japon                | 16.4   | 11         | 7           | 7           |
| 9    | Lars Åkesson        | Suède                | 18.2   | 7          | 10          | 10          |
| 10   | Louis LaSorsa       | Canada               | 18.6   | 10         | 9           | 9           |
| 11   | Oliver Höner        | Suisse               | 21.2   | 8          | 11          | 12          |
| 12   | Thomas Hlavik       | Autriche             | 24.6   | 14         | 13          | 11          |
| 13   | Mark Pepperday      | Royaume-Uni          | 25.6   | 13         | 12          | 13          |
| 14   | Miljan Begović      | Yougoslavie          | 26.8   | 12         | 14          | 14          |

### Dames
| Rang | Nom                | Pays                 | Points | Fig. impo. | Prog. court | Prog. libre |
| ---- | ------------------ | -------------------- | ------ | ---------- | ----------- | ----------- |
| 1    | Rosalynn Sumners   | États-Unis           | 4.8    | 5          | 2           | 1           |
| 2    | Claudia Leistner   | Allemagne de l'Ouest | 5.8    | 4          | 1           | 3           |
| 3    | Kristiina Wegelius | Finlande             | 5.8    | 1          | 3           | 4           |
| 4    | Tiffany Chin       | États-Unis           | 8.6    | 7          | 6           | 2           |
| 5    | Charlene Wong      | Canada               | 11.6   | 6          | 5           | 6           |
| 6    | Jacki Farell       | États-Unis           | 13.2   | 3          | 11          | 7           |
| 7    | Sandra Cariboni    | Suisse               | 15.8   | 2          | 9           | 11          |
| 8    | Elizabeth Manley   | Canada               | 16.2   | 12         | 10          | 5           |
| 9    | Susan Jackson      | Royaume-Uni          | 18.6   | 15         | 4           | 8           |
| 10   | Catarina Lindgren  | Suède                | 19.6   | 8          | 7           | 12          |
| 11   | Masako Kato        | Japon                | 19.8   | 11         | 8           | 10          |
| 12   | Petra Schruf       | Autriche             | 20.2   | 10         | 13          | 9           |
| 13   | Petra Malivuk      | Yougoslavie          | 24.0   | 9          | 14          | 13          |
| 14   | Béatrice Farinacci | France               | 27.2   | 14         | 12          | 14          |

### Couples
| Rang | Nom                               | Pays             | Points | Prog. court | Prog. libre |
| ---- | --------------------------------- | ---------------- | ------ | ----------- | ----------- |
| 1    | Ielena Valova / Oleg Vassiliev    | Union soviétique | 1.4    | 1           | 1           |
| 2    | Lea Ann Miller / William Fauver   | États-Unis       | 3.2    | 2           | 3           |
| 3    | Nelly Chervotkina / Viktor Teslya | Union soviétique | 3.8    | 3           | 2           |
| 4    | Cynthia Coull / Mark Rowsom       | Canada           | 6.0    | 4           | 5           |
| 5    | Susan Garland / Ian Jenkins       | Royaume-Uni      | 6.6    | 5           | 4           |
| 6    | Katherina Matousek / Lloyd Eisler | Canada           | 8.4    | 6           | 6           |
| 7    | Natalie Seybold / Wayne Seybold   | États-Unis       | 9.8    | 7           | 7           |
| 8    | Carol Nelson / Carl Nelson        | Royaume-Uni      | 11.2   | 8           | 8           |

### Danse sur glace
| Rang    | Nom                                  | Pays             | Points | Danses imposées | Danse originale | Danse libre |
| ------- | ------------------------------------ | ---------------- | ------ | --------------- | --------------- | ----------- |
| 1       | Elisa Spitz / Scott Gregory          | États-Unis       | 2.0    | 1               | 1               | 1           |
| 2       | Elena Garanina / Igor Zavozin        | Union soviétique | 4.0    | 2               | 2               | 2           |
| 3       | Karyn Garossino / Rod Garossino      | Canada           | 6.0    | 3               | 3               | 3           |
| 4       | Isabella Micheli / Roberto Pelizzola | Italie           | 8.0    | 4               | 4               | 4           |
| 5       | Susan Wynne / Joseph Druar           | États-Unis       | 11.0   | 6               | 6               | 5           |
| 6       | Karen Roughton / Mark Reed           | Royaume-Uni      | 11.0   | 5               | 5               | 6           |
| 7       | Viera Minarikova / Ivan Havranek     | Tchécoslovaquie  | 15.2   | 9               | 7               | 7           |
| 8       | Teri-Lynn Black / Mirko Savic        | Canada           | 16.4   | 8               | 9               | 8           |
| 9       | Kristan Lowery / Chip Rossbach       | États-Unis       | 19.4   | 10              | 11              | 9           |
| 10      | Graziella Ferpozzi / Marco Ferpozzj  | Suisse           | 20.6   | 11              | 10              | 10          |
| Abandon | Judit Peterfy / Csaba Balint         | Hongrie          |        | 7               | 8               |             |

## Sources
- Patinage Canada registre des résultats
- (en) « SKATE AMERICA'82 », sur usfsa.xmlmanager.qg.com